# Epidendrum polystachyum
Epidendrum polystachyum är en orkidéart som beskrevs av Carl Sigismund Kunth. Epidendrum polystachyum ingår i släktet Epidendrum och familjen orkidéer. Inga underarter finns listade i Catalogue of Life.